# Nusnäs
Nusnäs è un'area urbana della Svezia situata nel comune di Mora, contea di Dalarna.
È famosa per la particolare produzione del Cavallo Dala, simbolo della Svezia stessa.

## Descrizione
La popolazione rilevata nel censimento 2010 era di 729 abitanti .